# Ceres (microregio)
Ceres is een van de 18 microregio's van de Braziliaanse deelstaat Goiás. Zij ligt in de mesoregio Centro Goiano en grenst aan de mesoregio's Noroeste Goiano in het zuidwesten en westen, Norte Goiano in het noorden en noordoosten en Leste Goiano in het oosten en de microregio Anápolis in het zuiden. De microregio heeft een oppervlakte van ca. 13.163 km². Midden 2004 werd het inwoneraantal geschat op 214.436.
22 gemeenten behoren tot deze microregio:
| - Barro Alto - Carmo do Rio Verde - Ceres - Goianésia - Guaraíta - Guarinos - Hidrolina - Ipiranga de Goiás - Itapaci - Itapuranga - Morro Agudo de Goiás | - Nova América - Nova Glória - Pilar de Goiás - Rialma - Rianápolis - Rubiataba - Santa Isabel - Santa Rita do Novo Destino - São Luís do Norte - São Patrício - Uruana |

Mesoregio's: Centro Goiano · Leste Goiano · Noroeste Goiano · Norte Goiano · Sul Goiano

Microregio's: Anápolis · Anicuns · Aragarças · Catalão · Ceres · Chapada dos Veadeiros · Entorno de Brasília · Goiânia · Iporá · Meia Ponte · Pires do Rio · Porangatu · Quirinópolis · Rio Vermelho · São Miguel do Araguaia · Sudoeste de Goiás · Vale do Rio dos Bois · Vão do Paranã